# Граф Биггса — Смита
Граф Биггса — Смита — 3-регулярный граф с 102 вершинами и 153 рёбрами. Назван в честь Биггса и Смита, описавших граф в 1971 году.
Хроматическое число графа равно 3, хроматический индекс равен 3, радиус равен 7, диаметр — 7, а обхват — 9. Граф является также вершинно 3-связным и рёберно 3-связным.
Все кубические дистанционно-регулярные графы известны, граф Биггса — Смита — один из 13-ти таких графов.

## Алгебраические свойства
Группа автоморфизмов графа Биггса — Смита — это группа порядка 2448, изоморфная группе проективной группе PSL(2,17). Она действует транзитивно на вершины и рёбра графа, поэтому граф Биггса — Смита является симметричным. Граф имеет автоморфизмы, которые переводят любую вершину в любую другую и любое ребро в любое другое ребро. В списке Фостера граф Биггса — Смита, указанный как F102A, является единственным симметричным графом с 102 вершинами.
Граф Биггса — Смита однозначно определяется по его спектру, множеству собственных значений матрицы смежности графа.
Характеристический многочлен графа Биггса — Смита равен:
{\displaystyle (x-3)(x-2)^{18}x^{17}(x^{2}-x-4)^{9}(x^{3}+3x^{2}-3)^{16}}.

## Галерея

Хроматическое число графа Биггса — Смита равно 3.
Хроматический индекс графа Биггса — Смита равен 3.
Альтернативное графическое представление графа Биггса — Смита.
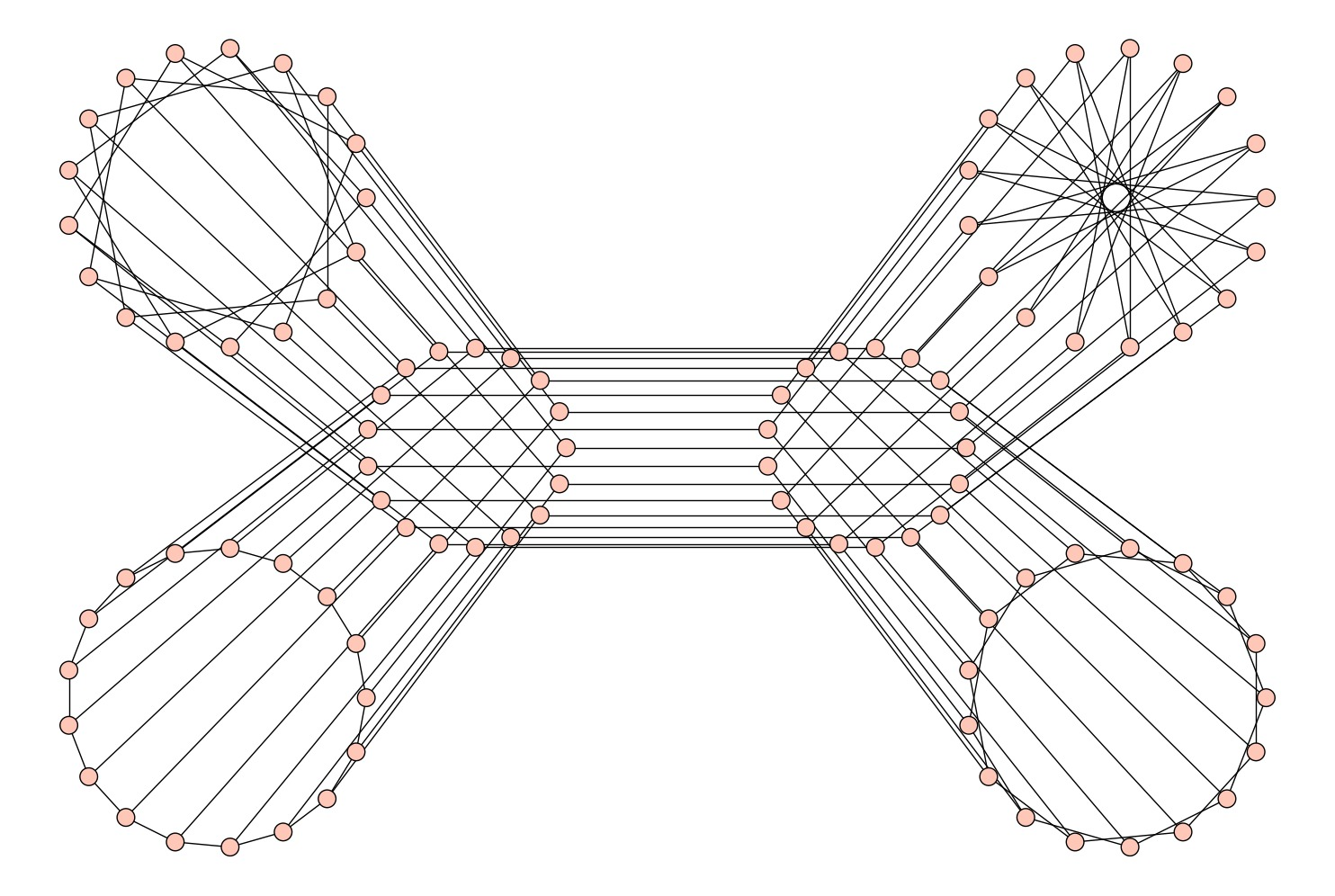
Разложение графа Биггса — Смита на 6 множеств по 17 элементов в каждом.